# Pepingen
Pepingen este o comună în provincia Brabantul Flamand, în Flandra, una dintre cele trei regiuni ale Belgiei. Comuna este formată din localitățile Pepingen, Beert, Bellingen, Bogaarden, Elingen și Heikruis. Suprafața totală este de 36,05 km². Comuna Pepingen este situată în zona flamandă vorbitoare de limba neerlandeză a Belgiei. La 1 ianuarie 2008 comuna avea o populație totală de 4.401 locuitori. Minoritatea vorbitoare de limba franceză este reprezentată de 4 membri din 33 în consiliul local. 
1. ↑  Crossroad Bank of Enterprises, accesat în 15 iulie 2023